# 19 septembre 1907
Le 19 septembre 1907 est le 262e jour de l'année 1907 du calendrier grégorien. Il s'agit d'un jeudi. 

## Naissances

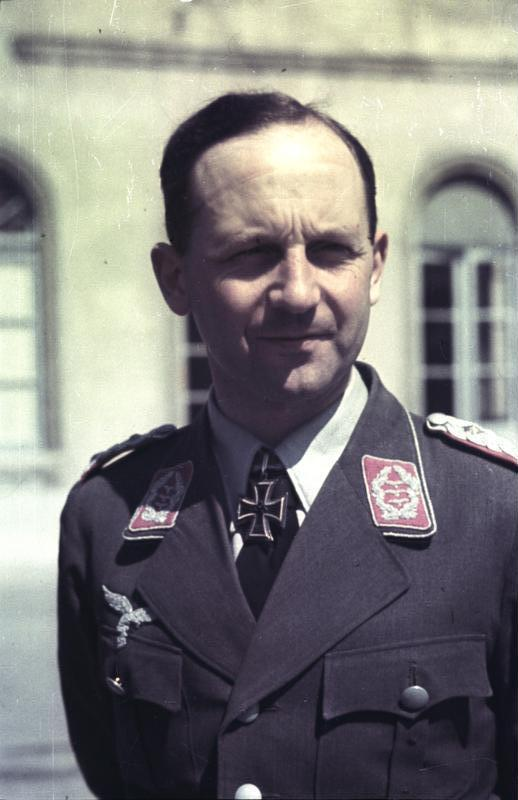
Heinrich Trettner, né le

- Heinrich Trettner, Generalleutnant allemand.
- Sergueï Krouglov, homme politique soviétique
- Walter Traut (mort le 6 septembre 1979 à Munich) est un producteur de cinéma autrichien.

## Décès
- Camille Castilhon, homme politique belge né le 18 novembre 1836
- Ernest Blum, librettiste et journaliste français né le 15 août 1836